# Trofim Melnitchenko
Trofim Denisovitch Melnitchenko (en russe : Трофим Денисович Мельниченко) ou Trafim Dzyanisavitch Melnitchenka (en biélorusse : Трафім Дзянісавіч Мельнічэнка), né le 18 septembre 2006 à Minsk, est un footballeur international biélorusse qui évolue au poste d'attaquant au FC Porto B.

## Biographie

### Carrière en club
Le 15 janvier 2025, Melnichenko rejoint l'équipe du FC Porto B en signant un contrat de trois ans avec le club.

### En sélection
Melnitchenko honore sa première sélection senior avec la Biélorussie le 5 septembre 2024 en Ligue des Nations contre la Bulgarie, en remplaçant Ievgueni Chikavka à la 83e minute.

## Statistiques

### En club
| Saison                    | Club                      | Championnat               | Championnat | Championnat | Championnat | Coupe(s) nationale(s) | Coupe(s) nationale(s) | Coupe(s) nationale(s) | Supercoupe | Supercoupe | Supercoupe | Compétition(s) continentale(s) | Compétition(s) continentale(s) | Compétition(s) continentale(s) | Compétition(s) continentale(s) | Total | Total | Total |
| Saison                    | Club                      | Division                  | M.          | B.          | P.d.        | M.                    | B.                    | P.d.                  | M.         | B.         | P.d.       | Comp.                          | M.                             | B.                             | P.d.                           | M.    | B.    | P.d.  |
| 2024                      | Dinamo Minsk              | Vycheïchaïa Liha          | 21          | 2           | 3           | 3                     | 1                     | 0                     | 1          | 0          | 0          | C1+C3+C4                       | 4+3+4                          | 0+0+0                          | 1+0+1                          | 36    | 3     | 5     |
| 2025                      | Dinamo Minsk              | Vycheïchaïa Liha          | 0           | 0           | 0           | 1                     | 0                     | 0                     | -          | -          | -          | -                              | -                              | -                              | -                              | 1     | 0     | 0     |
| Sous-total - Dinamo Minsk | Sous-total - Dinamo Minsk | Sous-total - Dinamo Minsk | 21          | 2           | 3           | 4                     | 1                     | 0                     | 1          | 0          | 0          | -                              | 11                             | 0                              | 2                              | 37    | 3     | 5     |
| 2024-2025                 | FC Porto B                | Segunda Liga              | 17          | 1           | 3           | -                     | -                     | -                     | -          | -          | -          | -                              | -                              | -                              | -                              | 17    | 1     | 3     |
| Total sur la carrière     | Total sur la carrière     | Total sur la carrière     | 38          | 3           | 6           | 4                     | 1                     | 0                     | 1          | 0          | 0          | -                              | 11                             | 0                              | 2                              | 54    | 4     | 8     |

### En sélection
| Années                | Sélection             | Phases finales        | Phases finales | Phases finales | Phases finales | Éliminatoires | Éliminatoires | Éliminatoires | Éliminatoires | Amicaux | Amicaux | Amicaux | Autres compétitions | Autres compétitions | Autres compétitions | Autres compétitions | Total | Total | Total |
| Années                | Sélection             | Comp.                 | M.             | B.             | P.d.           | Comp.         | M.            | B.            | P.d.          | M.      | B.      | P.d.    | Comp.               | M.                  | B.                  | P.d.                | M.    | B.    | P.d.  |
| --------------------- | --------------------- | --------------------- | -------------- | -------------- | -------------- | ------------- | ------------- | ------------- | ------------- | ------- | ------- | ------- | ------------------- | ------------------- | ------------------- | ------------------- | ----- | ----- | ----- |
| 2024                  | Biélorussie           | -                     | -              | -              | -              | -             | -             | -             | -             | 0       | 0       | 0       | LdN                 | 1                   | 0                   | 0                   | 1     | 0     | 0     |
| 2025                  | Biélorussie           | -                     | -              | -              | -              | Mondial 2026  | -             | -             | -             | 3       | 2       | 1       | -                   | -                   | -                   | -                   | 3     | 2     | 1     |
| Total sur la carrière | Total sur la carrière | Total sur la carrière | 0              | 0              | 0              | -             | 0             | 0             | 0             | 3       | 2       | 1       | -                   | 1                   | 0                   | 0                   | 4     | 2     | 1     |

## Palmarès
Dinamo Minsk
- Champion de Biélorussie en 2024.